# Voïvodie de Brest-Litovsk
 (février 2025).
1566–1795
Entités précédentes :
- Grand-duché de Lituanie

Entités suivantes :
- Empire russe

La Voïvodie de Brest Litovsk (en biélorusse : Берасьцейскае ваяводзтва ; en polonais : Województwo brzeskolitewskie) était une unité de division territoriale administrative et un siège de gouvernement local (voïvode) au sein du Grand-Duché de Lituanie (au sein de la République des Deux Nations) de 1566 jusqu'à la Constitution de mai en 1791 ; puis, de 1791 à 1795 (troisième partage de la Pologne), c'était une voïvodie du Royaume de Pologne. son territoire était constitué des comtés de Brest-Litovsk et de Pinsk.

## Vue d'ensemble

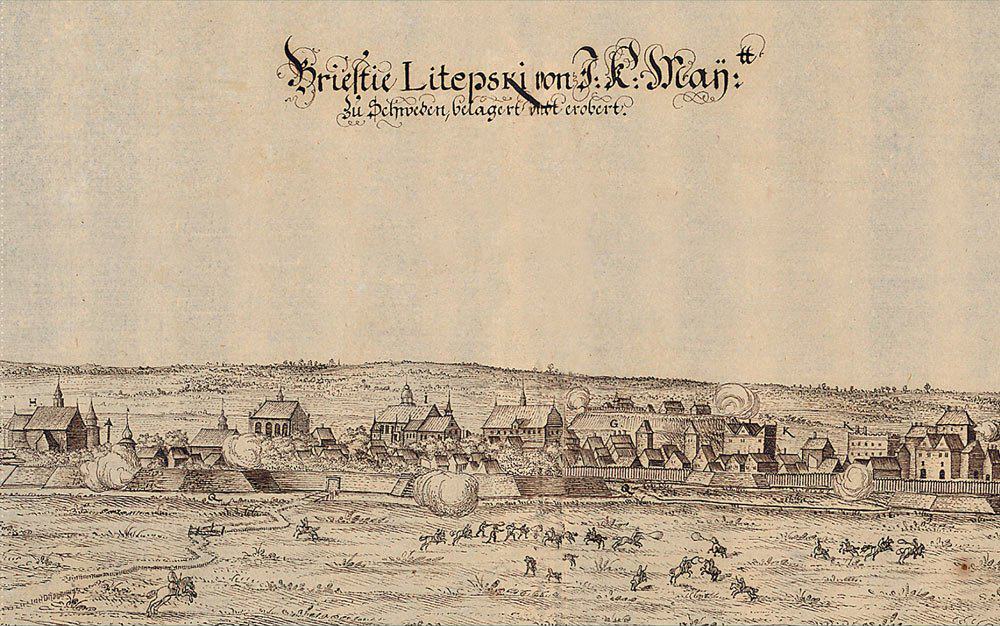
Brześć Litewski (Brest-Litovsk), capitale de la voïvodie, vue au XVIIe siècle.

La voïvodie de Brest-Litovsk a été créée à partir de la partie sud de la voïvodie de Trakai en 1566. Après le deuxième partage de la Pologne, en 1793, les contés de Pinsk et de Zapynsky sont cédés à l'Empire russe en tant que partie du gouvernorat de Minsk. Finalement, le reste de la voïvodie est dissous au troisième partage en 1795 et intégré au gouvernorat de Grodno.
Zygmunt Gloger, dans sa monumentale Géographie historique des terres de l'ancienne Pologne, donne cette description de la voïvodie de Brest-Litovsk :
« Après la mort de Iaroslav le Sage, les terres situées entre le Boug et le Dniepr furent divisées en plusieurs duchés. La principauté de Turov et Pinsk rejoint à la fin des années 1310 le Grand-Duché de Lituanie (...) Kęstutis, fils du grand-duc Gediminas, dirigea la Lituanie occidentale, y compris la Podlachie, la voïvodie de Troie et la Polésie, ainsi que Pińsk. Sous son règne, les trois régions de Polésie – celles de Brześć, Pińsk et Turów – furent unifiées. Après l'Union de Lublin, en raison de son immense superficie, la Polésie a été séparée de la voïvodie de Trakai. La voïvodie de Brest-Litovsk est alors créée, sous une forme qui reste inchangée jusqu'au deuxième partage de la Pologne en 1793. Les parties centrales et orientales de la voïvodie étaient constituées de l'ancienne principauté de Turov et de Pinsk (...)
La voïvodie de Brest-Litovsk était divisée en deux énormes comtés : Brest et Pinsk. Chaque comté avait son propre staroste, qui élisait deux députés à la Diète et deux députés au Tribunal lituanien. La voïvodie avait deux sénateurs, qui étaient le châtelain et le voïvode (...) Parmi les villes les plus importantes se trouvaient Brest-Litovsk, Pińsk, Biała, Koden, Wołczyn et Kamieniec Litewski. Dans le coin nord-est de la voïvodie de Brest-Litovsk se trouvait la forêt de Białowieża, où les rois polonais aimaient à chasser.